# André Condouant
André Condouant, né le 6 septembre 1935 à Pointe-à-Pitre/Guadeloupe et mort le 8 octobre 2014 aux Abymes/Guadeloupe, est un guitariste de jazz français.

## Biographie
Dès l'âge de 14 ans, il joue de la contrebasse dans l'Orchestre de Brunel Averne et de la batterie dans l'Orchestre El Calderon Jazz. En 1956, il part en tournée avec l'orchestre de Robert Mavounzy, puis déménage en 1957 à Paris, où il joue dans l'orchestre d'Al Lirvat. Sous l'impulsion de musiciens de jazz américains, il passe à la guitare et devient membre de l'orchestre de danses latines de Benny Bennett. Au début des années 1960, il tourne avec Lou Bennett et Billy Brooks. Vers 1962, il vit à Stockholm, où il rencontre Idrees Sulieman et Leo Wright, avec le quintette duquel il tourne en Tchécoslovaquie et en RDA en 1964. Il vit ensuite plusieurs années à Berlin-Ouest, où il se produit entre autres avec Dexter Gordon, Art Farmer, Don Byas et Thelonious Monk. Après son retour en France, il joue dans le quatuor de Johnny Griffin.
En 1970 sort Brother Meeting, son premier album sous son propre nom, avec Eddy Louiss, Percy Heath et Connie Kay. En 1978 Il se produit à l'Olympia avec Rhoda Scott et enregistre son deuxième album, Happy Funk. De 1979 à 1984, il a son propre quartette dans lequel joue notamment Alain Jean-Marie. En 1985, il est prix spécial de la composition de la SACEM lors du Festival International de Guitare de Martinique.
Dans les années 1990, il s'installe en Guadeloupe où il enseigne la musique et se produit les années suivantes avec Al Lirvat, Freddie Hubbard ou Stanley Turrentine.  En 1998, il forme le duo Clean & Class avec Alain Jean-Marie.
Il décède en 2014 aux Abymes après y avoir joué, enregistré et composé avec des musiciens tant locaux qu'internationaux.

## Discographie
- Brother Meeting (Debs, 1971) avec Eddy Louiss, Percy Heath, Connie Kay
- Happy Funk (Debs, 1979) avec Richard Raux, Michel Graillier, Sylvain Marc, Tony Rabeson, Jean-Pierre Coco
- André Condouant Quartet (Debs, 1981) avec Alain Jean-Marie, Patrice Caratini, Oliver Johnson
- Banana Zouk (Debs, 1986) avec Patrick Artero, Lionel Jouot, Allen Hoist, Yves Honore, José Vulbeau, Frédéric Caracas, Tony Lodin, Tanya St. Val
- Thanks for All (Debs, 1988) avec Frédéric Caracas, Bibi Louison, José Vulbeau
- André Condouant & Alain Jean-Marie Clean & Class (Karac, 1997)
- Gospel Swing (Karac, 2002) avec Jocelyn Ménard
- Coolin’ & Relaxin’ (Debs, 2005) avec Pipo Gertrude, Dominique Bérose, Jean-Pierre Girondin, Tony Lodin
- The Mad Man (Debs, 2009) avec Paul Lay, Alex Duque, Tony Lodin, Jean-Luc Gilles